# لی مان
لی مان (چینی: 李曼؛ زادهٔ ۴ ژوئن ۱۹۸۸) بازیگر اهل چین است. وی دانش‌آموختۀ آکادمی مرکزی تئاتر است و از سال ۲۰۰۶ میلادی تاکنون مشغول فعالیت بوده‌است.
از فیلم‌ها یا مجموعه‌های تلویزیونی که وی در آن‌ها نقش داشته است، می‌توان به نفرین گل طلایی which boosted her to stardom. اشاره نمود.